# Tabanus nyasae
Tabanus nyasae är en tvåvingeart som beskrevs av Ricardo 1900. Tabanus nyasae ingår i släktet Tabanus och familjen bromsar. Inga underarter finns listade i Catalogue of Life.